# Goldman Júlia
Goldman Júlia (Orosháza, 1974. szeptember 25. –) magyar író, matematikus, tanár és programozó, aki J. Goldenlane álnéven ír. Az írónő a legnépszerűbb magyar fantasyírók közé tartozik, melyet humorban gazdag történeteinek köszönhet. Goldman erőteljes hatással volt a 2010-es években debütáló hazai fantasy és sci-fi-szerzőkre, népszerűsége pedig az első könyvének kiadása óta töretlen.
Az írónő életművét 2001 és 2005 között a Beholder Kft. gondozta, 2015 és 2020 között a Delta Vision kiadó adta ki, 2022 óta a Design Kiadóval dolgozik. 2020-ban három könyve elektronikus formában magánúton is kiadásra került.

## Pályája
Diplomáit a József Attila Tudományegyetemen (ma már Szegedi Tudományegyetem) szerezte. Bár van programozói képzettsége, sosem lépett programozói pályára. Jelenleg Szegeden él.
Regényeivel és novelláival több kiadónál is házalt, míg a Beholder végül megjelentette az Isteni balhét. Ezt követően az írónő évekig aktívan publikált, majd 2005 után (egy Balogh Diánával közösen írt szakácskönyv kivételével) eltűnt az irodalmi közéletből, hogy főállású anyaként három gyermekét nevelje.
2015-ben tért vissza, mikor megjelent Napnak fénye című poszt-apokaliptikus regénye a Delta Visionnél. A kiadó a sorozat négy részét és további művei második kiadását végezte. 2022-ben új könyve a Városi történet már a Design Kiadónál jelent meg.

## Érdekességek
- Saját bevallása szerint azért tanult matematikusnak, mert még nem volt elég önbizalma az íráshoz.
- Az Isteni balhé megjelenéséhez egy áramszünet vezetett, mikor is a számítógépet újraindító kiadóvezető unalmában elkezdte olvasni a kéziratát, és nem bírta letenni.
- Sok mindent kipróbált már a hegedülésen át a harcművészetekig, de aztán megmaradt az írásnál.
- Mivel szülei régészek, már nyolcévesen megtanult kibontani egy neolit sírt.
- Megözvegyülése után Patreon gyűjtésbe kezdett, hogy rajongói támogatásával finanszírozni tudja írói pályáját három gyermek nevelése mellett.

## Bibliográfia

### Regény
- Isteni balhé (Beholder Kft., 2001; Delta Vision, 2016)
- A szélhámos és a varázsló (Szukits Könyvkiadó, 2001 – csonkított változat; Beholder Kft., 2006 – helyreállított változat; Delta Vision, 2019)
- Farkastestvér (Beholder Kft., 2002; Delta Vision, 2015)
- Papírtigris (Beholder Kft, 2002; Delta Vision, 2017)
- A herceg jósnője (Beholder Kft., 2003; Delta Vision, 2020)
- A jósnő hercege (Beholder Kft., 2003; Delta Vision, 2020)
- Pokoli balhé (Beholder Kft., 2004; Delta Vision, 2016)
- Éjfél (Beholder Kft., 2005; Delta Vision, 2015)
- Napnak fénye (Delta Vision, 2015) – Napnak fénye-ciklus 1.
- Holdnak árnyéka (Delta Vision, 2015) – Napnak fénye-ciklus 2.
- Csillagok szikrái (Delta Vision, 2016) – Napnak fénye-ciklus 3.
- Térdig sárban (Delta Vision, 2019) – Napnak fénye-ciklus 4. (Monolit-díj)[3]
- Városi történet (Design Kiadó, 2022)[4]
- Időben (Design Kiadó, 2023)[5]
- Időn kívül (Design Kiadó, 2023)[6]

### Novella
- Kardnemesek (Legendák könyve II, 1998, Nitor)
- Tengerészlegendák (Dragon Magazin II. évfolyam 4. szám, 1999)
- Sytisi történet (Legendák könyve III, 1999, Nitor)
- A párbaj (Rúna Magazin V. évfolyam 3. szám, 1999)
- Horror a kiskertben (Rúna Magazin VI. évfolyam 2. szám, 2000)
- Barbár-project (Barbár pokol, 2000, Cherubion)
- Egy kardot tartó kéz (Rúna Magazin VII. évfolyam 1. szám, 2001)
- Csillagfény (Beholder Kft., 2003 – novelláskötet)

### Ismeretterjesztő kötet
- Kedvcsináló szakácskönyv (netAdmin, 2008, közösen Balogh Diánával)